# Datu Anggal Midtimbang
Datu Anggal Midtimbang ist eine philippinische Stadtgemeinde in der Provinz Maguindanao del Sur. Sie hat 25.016 Einwohner (Zensus 1. August 2015).
Datu Anggal Midtimbang wurde durch den Muslim Mindanao Autonomy Act Nr. 206, der am 30. Dezember 2006 in einer Volksabstimmung ratifiziert wurde, gegründet. Drei Baranggays gehörten zuvor zu Talayan, vier zu Talitay.

## Baranggays
Datu Anggal Midtimbang ist politisch in sieben Baranggays unterteilt.
| Baranggay           | Einwohnerzahl (2000) |
| ------------------- | -------------------- |
| Adaon               | 1554                 |
| Brar                | 1502                 |
| Mapayag             | 1389                 |
| Midtimbang (Pob.)   | 941                  |
| Nunangan (Nunangen) | 2567                 |
| Tugal               | 1655                 |
| Tulunan             | 1020                 |